# پارک گون هه
این یک نام کره‌ای است؛ نام خانوادگی پارک است.
پارگ گون هه(کره‌ای: 박근혜; تلفظ کره‌ای: [pak̚.k͈ɯn. ɦje̞] یا [pak̚] [kɯn. ɦje̞]; متولد ۲ فوریه ۱۹۵۲) سیاستمدار کره‌ای است که به عنوان یازدهمین رئیس جمهور کره جنوبی فعالیت کرد. در سال ۲۰۱۳ مجله فوربس نام وی را برای اولین بار جزو ۱۰۰ فرد قدرتمند جهان در فهرست سالانه‌اش ذکر کرد.وی نخستین رئیس‌جمهور زن کره جنوبی است.
مجمع ملی کره جنوبی پارک را در ۹ دسامبر ۲۰۱۶ استیضاح کرد. با تأیید این رای از سوی دیوان عالی کره جنوبی در ۱۰ مارس ۲۰۱۷، پارک از منصب خود برکنار شد.

## اوایل زندگی
پارک در ۲ فوریه ۱۹۵۲ در جونگ-گو دئگو زاده شد. او اولین فرزند پارک چونگ هی، سومین رئیس جمهور کرهٔ جنوبی بین سال‌های ۱۹۶۳ و ۱۹۷۹، و یوک یانگ سو بود. او یک برادر کوچکتر و یک خواهر کوچکتر دارد. او هرگز ازدواج نکرده است.
خانوادهٔ پارک در سال ۱۹۵۳ به سئول نقل مکان کردند و او تحصیلات مقدماتی و دبیرستان را در این شهر انجام داد و سپس مدرک لیسانس مهندسی الکترونیک را از دانشگاه سوگانگ در سال ۱۹۷۴ دریافت کرد. پارک مختصراً در دانشگاه گرنوبل تحصیل کرد، ولی پس از ترور مادرش فرانسه را ترک کرد.

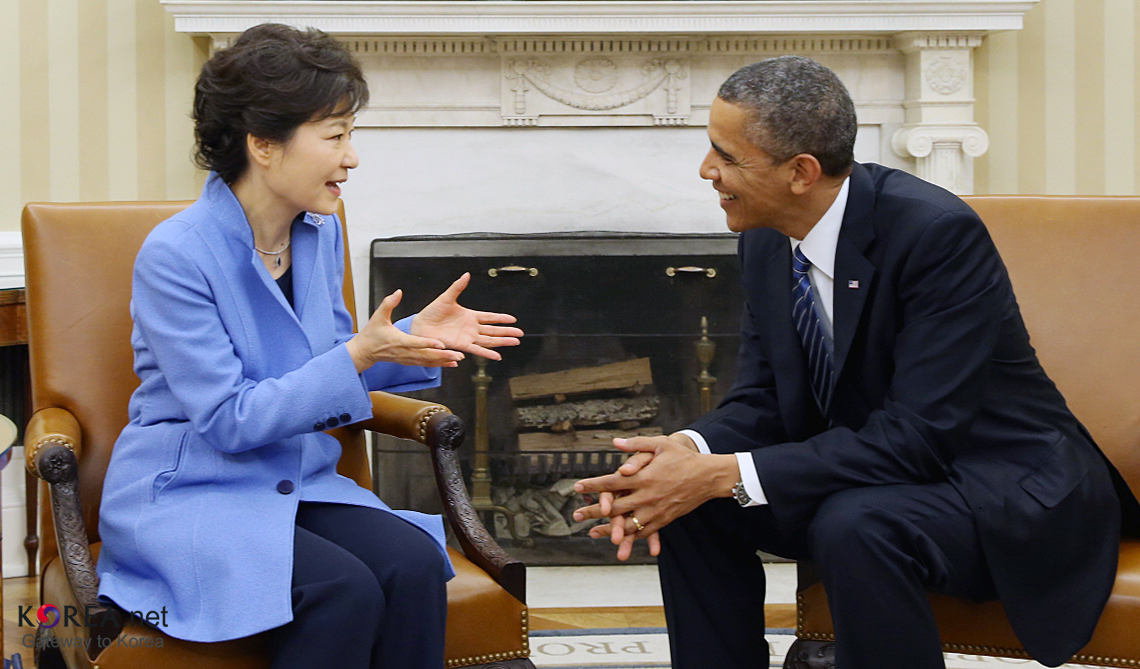
پارک در دیدار با باراک اوباما، رئیس جمهور آمریکا

مادر پارک در تئاتر ملی کره در سئول توسط مون سه-گوانگ یک کره‌ای متولد ژاپن که نسبت به کره شمالی تعلق خاطر داشت در ۱۵ اوت ۱۹۷۴ کشته شد. پارک تا وقتی که پدرش نیز از سوی کیم جه-گیو -مسئول ارشد اطلاعاتی‌اش- در ۲۶ اکتبر ۱۹۷۹ ترور شد، بانوی اول محسوب می‌شد. در این زمان، ادعا می‌شد فعالینی که مخالفان سیاسی پدرش بودند بدون دلیل بازداشت شده بوده‌اند. حقوق بشر نسبت به توسعه اقتصادی از اولویت کمتری برخوردار بود. در سال ۲۰۰۷، پارک نسبت به نحوهٔ رفتار با فعالان در این دوره ابراز تاسف کرد.
به گزارش منابع مختلف پارک خود را بیخدا، ولی همچنین تحت تأثیر بودیسم و کاتولیسیسم می‌داند.

## ریاست جمهوری

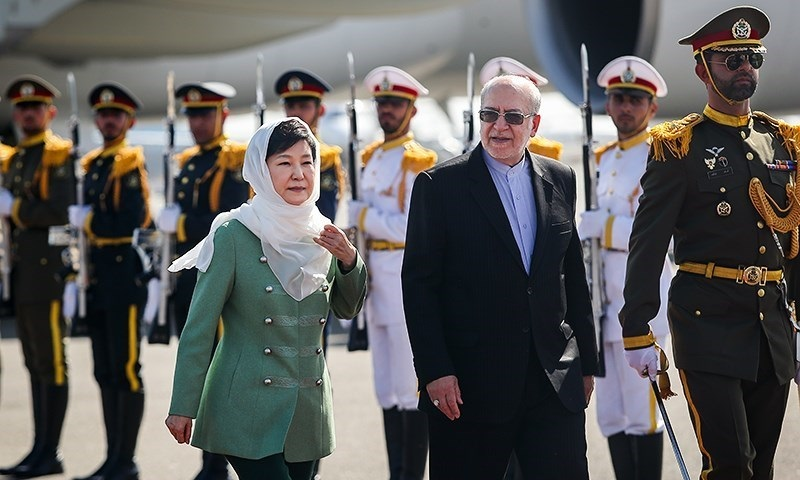
پارک گون هه در فرودگاه مهرآباد در کنار محمدرضا نعمت‌زاده وزیر صنعت ایران

در ۲۵ فوریه ۲۰۱۳ پارک گون هه به عنوان یازدهمین رئیس جمهور کره برگزیده شد. در سخنرانی پیروزی‌اش در ساختمان اتحاد ملی، پارک از برنامه‌هایش برای آغاز دور جدیدی از امید به «موفقیت در اقتصاد، کسب و کار مردم، شادی مردم و غنای فرهنگی» سخن گفت. او ابراز امیدواری کرد کره شمالی تسلیحات نظامی را کنار خواهد گذاشت و در مسیر صلح و توسعه دوجانبه گام خواهد برداشت و اعلام کرد که دوران خوشی از اتحاد بین دو کره آغاز خواهد شد که طعم موفقیت و آزادی با خود به همراه خواهد داشت و با فرایند اعتمادسازی شبه‌جزیره کره مردم کره به آرزوهایشان خواهند رسید.

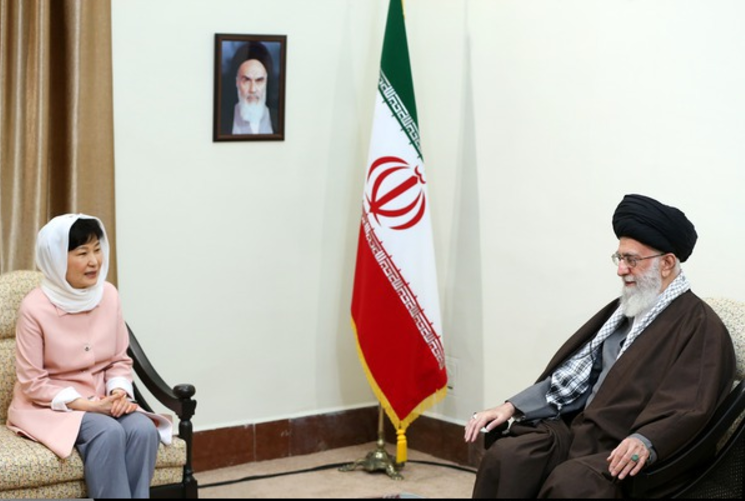
پارک در دیدار با خامنه‌ای رهبر ایران

## انتقادات
بنا به اعلام دادستانی کره جنوبی پارک گون هه، رئیس جمهور تعلیق شده این کشور مظنون به دریافت رشوه و سوء استفاده از قدرت برای تثبیت موقعیت لی جای یونگ، معاون مدیر عامل شرکت سامسونگ است.

## برکناری از قدرت
پارلمان کره جنوبی روز جمعه ۸ دسامبر ۲۰۱۶، با تصویب طرح استیضاح پارک گون هه، رئیس جمهوری این کشور رأی به عدم کفایت او داد. به این ترتیب رئیس جمهور کره جنوبی از سمت خود تعلیق و اختیارات او به نخست وزیر این کشور تفویض شد. پارک گون هه در طرح استیضاح تهیه شده از سوی مخالفان دولت به تخلف از قانون اساسی، فساد مالی و سوءاستفاده از قدرت متهم شده بود.
طرح استیضاح رئیس جمهور که به رای دو سوم نمایندگان نیاز داشت با ۲۳۴ رای موافق در برابر ۵۶ رای مخالف به تأیید پارلمان رسید. هفته گذشته ۱۷۱ نفر از نمایندگان مستقل و مخالف دولت از طرح استیضاح حمایت کرده بودند.